# Fender Showman
Der Fender Showman war ein Gitarrenverstärker des Herstellers Fender und wurde von 1960 bis 1993 produziert. Später entwickelte sich der Verstärker zu einer Produktreihe mit den sogenannten „Blackface“ und „Silverface“ Modellen Showman, Dual Showman, Showman Reverb und Dual Showman Reverb. Die Optik erinnert an die Bassman und Bandmaster Produkte. In Verbindung gebracht wird der Verstärker oft mit dem Surf-Gitarristen Dick Dale und Pedal-Steel-Gitarristen. Jedoch spielten auch Rockmusiker wie Eric Clapton oder Chuck Berry den Verstärker.

## Modelle
- 1960–1962: Showman 12 mit einem 12 Zoll JBL D120 Lautsprecher, Showman 15 mit einem 15 Zoll JBL D130 Lautsprecher; Optik „Cream“
- ab 1963: Dual Showman und Showman mit zwei 15 Zoll JBL D130F Lautsprechern oder einem 15 Zoll JBL D130 Lautsprecher, der Single Showman
- Showman Reverb
- Dual Showman Reverb
- „Red Knob“ Showman mit roten Knöpfen und Reglern